# Harald Floss

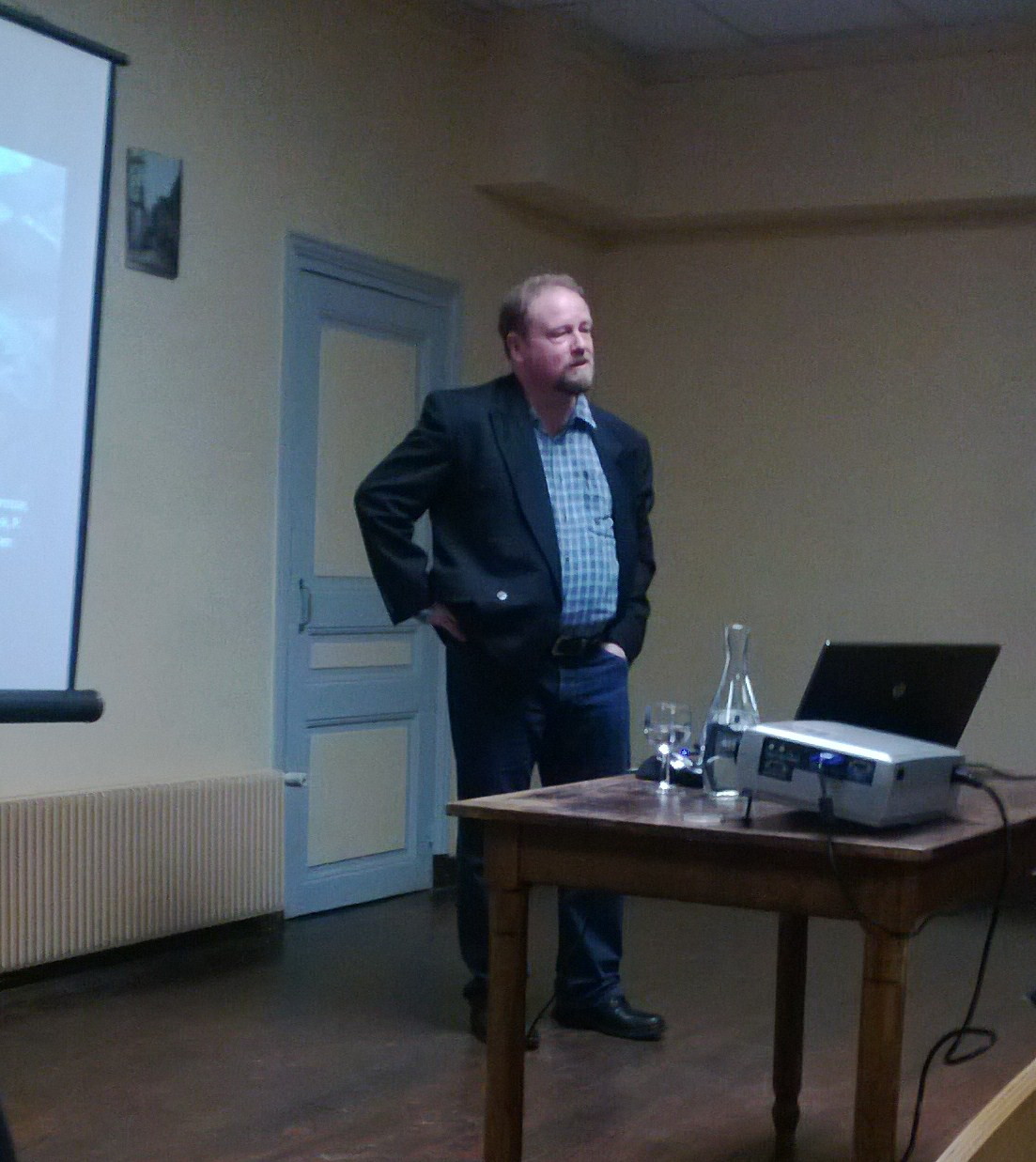
Harald Floss (2014)

Harald Floss (* 1960 in Köln) ist ein deutscher Prähistoriker. Seit 1997 arbeitet er an der Universität Tübingen.

## Leben
Floss studierte von 1980 bis 1985 an den Universitäten Köln und Berlin in den Fächern Ur- und Frühgeschichte (Hauptfach), Geologie und Völkerkunde (Nebenfächer). 1985 erlangte er den Abschluss Magister Artium mit seiner Magisterarbeit zum Thema: Das Magdalénien von Andernach. Rohmaterial und Bearbeitungstechnik der Steinartefakte.
Von 1985 bis 1990 folgte ein Promotionsstudium an der Universität zu Köln; zugleich war Floss wissenschaftlicher Mitarbeiter in einem DFG-Schwerpunktprojekt mit Titel „Quartär der Osteifel“ sowie im Forschungsbereich Altsteinzeit des Römisch-Germanischen Zentralmuseums (RGZM). Seine Promotion schloss er 1990 an der Universität zu Köln mit dem Dissertationsthema Rohmaterialversorgung im Paläolithikum des Mittelrheingebietes ab. 
Von 1991 bis 1992 genoss er ein einjähriges Reisestipendium des Deutschen Archäologischen Instituts (DAI). Zwischen 1993 und 1994 erhielt Floss ein Forschungsstipendium des Deutschen Akademischen Austauschdienstes (DAAD) mit geographischem Schwerpunkt in der Gemeinde Varennes-lès-Mâcon im Département Saône-et-Loire in Burgund. In den Jahren 1994 bis 1997 arbeitete er mit Hilfe eines Habilitandenstipendiums der Deutschen Forschungsgemeinschaft (DFG) weiter. Von 1994 bis 1996 war Floss Lehrbeauftragter am Institut für Ur- und Frühgeschichte der Universität zu Köln.
1997 wurde er wissenschaftlicher Angestellter in der Abteilung Ältere Urgeschichte und Quartärökologie des Instituts für Ur- und Frühgeschichte und Archäologie des Mittelalters der Universität Tübingen, wo er im September 2000 zum Akademischen Rat ernannt wurde. Im Juli 2003 erlangte er die Lehrbefugnis (Habilitation) im Fach Ur- und Frühgeschichte an der Geowissenschaftlichen Fakultät der Universität Tübingen und wurde im Juli 2006 zum Akademischen Oberrat ernannt. Im Januar 2009 erhielt er den Titel eines außerplanmäßigen Professors.
Seit April 2021 ist er Präsident des Vorstands der Hugo Obermaier-Gesellschaft. 

## Forschung

### Grabungen
- 1998–2004: Azé (Saône-et-Loire, Burgund, Frankreich)
- seit 2004: Grotte de la Verpillière I & II in Germolles (Saône-et-Loire, Burgund, Frankreich)
- 2011–2012: Steinzeitliche Freilandstation in Börslingen auf der Schwäbischen Alb

### Forschungsschwerpunkte
- Lithische Rohmaterialressourcen in Südwestdeutschland und in Burgund
- kulturelle Entwicklungen des südwestdeutschen Jungpaläolithikums
- Jungpaläolithische Kunst

## Schriften (Auswahl)
- Rohmaterialversorgung im Paläolithikum des Mittelrheingebietes. Römisch-Germanisches Zentralmuseum, Mainz 1994, ISBN 3-7749-2685-9 (Dissertation).
- mit Thomas Terberger: Die Steinartefakte des Magdalénien von Andernach. Die Grabungen 1979-1983 (= Tübinger Arbeiten zur Urgeschichte. Bd. 1). Verlag Marie Leidorf, Rahden/Westfalen 2002, 232 S., 185 Abb., 17 Tab., 14 Taf.
- Varennes-lès-Mâcon und das Endpaläolithikum zwischen Rhône und Rhein. 3 Bände. 2003.  Bd. 1 Text 127 S., Bd. 2 254 Abb., Bd. 3 Kumulative Zusammenstellung von Publikationen (Habilitationsschrift, Universität Tübingen, 2003).
- Hommes, terroir et territoires. Le Paléolithique en Bourgogne méridionale. Verlag Marie Leidorf, Rahden/Westfalen 2022, 864 S., ISBN 978-3-86757098-5